# Jan Krüger (Filmproduzent)
Jan Krüger (* 1981 in Oldenburg) ist ein deutscher Filmproduzent.

## Leben und Wirken
Krüger, in Oldenburg geboren, zog im Alter von vier Jahren mit seinen Eltern nach Olsberg und wuchs im Hochsauerland auf. Er besuchte Schulen in Bigge, Meschede und Brilon. Nach dem Abitur und Aufenthalten in den USA und Südamerika studierte er zwei Jahre Volkswirtschaft in Hamburg. Zur selben Zeit absolvierte er mehrere Praktika im Bereich der Filmproduktion. Anschließend studierte er bis 2009 Produktion an der Hochschule für Film und Fernsehen „Konrad Wolf“ in Babelsberg. Parallel zum Studium arbeitete er seit 2003 als freier Producer. Mit seiner Firma K’Summer Productions realisierte er Kurzfilme, Musikvideos, Imagefilme und Werbeclips.
Für die Berliner Firma Dreamer Joint Venture von Oliver Stoltz war er 2007 als Associate Producer für den Film Leroy tätig, der 2008 den Deutschen Filmpreis als Bester Kinder- und Jugendfilm erhielt und den Krüger auch als Abschlussfilm an der HFF einreichte. Ebenfalls für Dreamer Joint Venture war er 2009 als Producer für Salami Aleikum verantwortlich, der im Rahmen der Berlinale 2009 den Preis der deutschen Filmkritik für das beste Spielfilmdebüt erhielt. Im selben Team (Oliver Stoltz als Produzent, Krüger als Producer und Ali Samadi Ahadi als Regisseur) entstand im Folgejahr der animierte Dokumentarfilm The Green Wave über die „Grüne Revolution“ im Iran. Für Iran Elections 2009, die gekürzte Arte-Fernsehfassung dieses Films, erhielt Krüger 2011 den Grimme-Preis.
In die 2008 von René Römert und Oliver Rihs gegründete und in Berlin-Kreuzberg ansässige Port au Prince Film & Kultur Produktion GmbH stieg Krüger 2010 als Gesellschafter und Geschäftsführer ein. Dort verantwortete er als Producer unter anderem den Spielfilm Dating Lanzelot und den Kurzfilm Hasenhimmel, beide unter der Regie von Oliver Rihs. Im Jahr 2012 entstand der Dokumentarfilm Journey to Jah unter der Regie von Noël Dernesch und Moritz Springer, der 2014 auf dem Filmfestival Max Ophüls Preis den Förderpreis der DEFA-Stiftung erhielt. Im Anschluss produzierte er einen weiteren Dokumentarfilm, das 2013 abgedrehte Projekt A von Moritz Springer und Marcel Seehuber. Der Film über Anarchisten in Europa wurde teilweise über Crowdfunding finanziert und wird am 2. Juli 2015 auf dem Filmfest München uraufgeführt.
Seine nächste Spielfilmproduktion war Jack von Edward Berger und Nele Mueller-Stöfen, der im Wettbewerb der Berlinale 2014 uraufgeführt wurde und am 9. Oktober 2014 in die deutschen Kinos kam. Für diesen Film erhielt er gemeinsam mit René Römert bei der Lola-Verleihung 2015 den mit 425000 Euro dotierten Deutschen Filmpreis in Silber.
Im Jahr 2014 produzierte er gemeinsam mit Amir Hamz den Spielfilm Die dunkle Seite des Mondes nach dem Roman von Martin Suter. Die Dreharbeiten unter Regie von Stephan Rick wurden im Dezember 2014 abgeschlossen; am 14. Januar 2016 soll der Film ins Kino kommen.